# Rhyacia tristis
Rhyacia tristis là một loài bướm đêm trong họ Noctuidae.